# Karl Braunert
Karl Braunert (* 2. April 1932) ist ein ehemaliger deutscher Fußballspieler. Für die BSG Einheit Ost Leipzig spielte er in den 1950er Jahren in der DDR-Oberliga, der höchsten Spielklasse im DDR-Fußball.

## Sportliche Laufbahn
Zu den Betriebssportgemeinschaften (BSG), die 1950/51 die erste Saison der neuen zweitklassigen Liga des Deutschen Sportausschusses, der später so benannten DDR-Liga bestritten, gehörte auch die BSG Einheit Ost Leipzig. In deren Kader stand der Stürmer Karl Braunert, der in den 18 ausgetragenen Punktspielen 15-mal eingesetzt wurde. Er erzielte dreizehn Tore und wurde damit Torschützenkönig der Leipziger. In der Ligasaison 1951/52 kam Braunert bei 22 ausgetragenen Spielen nur zu zehn Einsätzen und kam auch nur zu fünf Torerfolgen. In der Spielzeit 1952/53 gelang der BSG Einheit der Aufstieg in die DDR-Oberliga, Braunert war daran mit zwölf Ligaspiel-Einsätzen und sechs Toren beteiligt. In der Oberligasaison 1953/54 war Braunert zunächst als Stürmer gesetzt und bestritt 13 der 14 Punktspiele. In der Rückrunde kam er nur noch zweimal zum Einsatz, und insgesamt kam er zu keinem Torerfolg. In seiner zweiten Oberligasaison 1954/55 wurde Braunert nur noch bis zum 9. Spieltag in drei Punktspielen eingesetzt. Als im November die BSG Einheit Ost in den neu gegründeten Sportclub Rotation überführt wurde, schied Braunert aus dem Fußballkader aus und schloss sich dem DDR-Ligisten BSG Rotation Leipzig Nordost an. Von den verbliebenen 17 Ligaspielen absolvierte Braunert zwölf Begegnungen, in denen er zwei Tore erzielte. Da die DDR-Liga ab 1955 von drei auf eine Staffel reduziert wurde, reichte der BSG Rotation der 12. Platz nicht, und sie musste in die drittklassigen II. DDR-Liga absteigen. Die BSG kehrte in den nächsten Jahren nicht wieder in die höherklassigen Ligen zurück, und auch Braunert erschien dort nicht mehr. Damit war er innerhalb von fünf Spielzeiten auf 19 Oberligaspiele ohne Tore und auf 49 DDR-Ligaspiele mit 26 Toren gekommen.